# Калуско д'Ада
Калуско д'Ада (итал. Calusco d'Adda) је насеље у Италији у округу Бергамо, региону Ломбардија.
Према процени из 2011. у насељу је живело 8157 становника. Насеље се налази на надморској висини од 269 м.

## Становништво
| 1936. | 1951. | 1961. | 1971. | 1981. | 1991. | 2001. | 2011. |
| ----- | ----- | ----- | ----- | ----- | ----- | ----- | ----- |
| 3.329 | 4.047 | 5.323 | 6.884 | 7.404 | 7.959 | 8.052 | 8.233 |